# Campeonato Nacional de Albania 1936
El Campeonato Nacional de Albania de 1936 (en albanés, Kampionati Kombëtar Shqiptar 1936) fue la 6ta. edición del Campeonato Nacional de Albania.

## Resumen
Fue disputado por 8 equipos, con formato Todos contra todos y KF Tirana ganó el campeonato.

## Clasificación
| Pos. | Equipo             | PJ | PG | PE | PP | GF | GC | Dif. | Pts. |
| ---- | ------------------ | -- | -- | -- | -- | -- | -- | ---- | ---- |
| 1    | Tirana             | 14 | 11 | 3  | 0  | 50 | 8  | +42  | 25   |
| 2    | Vllaznia           | 14 | 10 | 3  | 1  | 27 | 12 | +15  | 23   |
| 3    | Besa               | 14 | 4  | 5  | 5  | 21 | 22 | -1   | 13   |
| 4    | Skenderbeu         | 14 | 5  | 4  | 5  | 20 | 18 | +2   | 14   |
| 5    | Durrësi            | 14 | 3  | 5  | 6  | 14 | 19 | -5   | 11   |
| 6    | Dragoj             | 14 | 4  | 1  | 9  | 11 | 31 | -20  | 9    |
| 7    | Ismail Qemali      | 14 | 3  | 3  | 8  | 14 | 35 | -21  | 9    |
| 8    | Bashkimi Elbasanas | 14 | 3  | 2  | 9  | 12 | 24 | -12  | 8    |

## Resultados
| Local/Visita       | BEL | BES | DRA | DUR | IQE  | SKË | TIR | VLL |
| ------------------ | --- | --- | --- | --- | ---- | --- | --- | --- |
| Bashkimi Elbasanas |     | 2–2 | 2-0 | 1–0 | 0-2  | 2–2 | 1-3 | 1-2 |
| Besa               | 3-1 |     | 1–1 | 1–1 | 4-0  | 2-1 | 0-3 | 1–1 |
| Dragoj             | 0-2 | 3-0 |     | 2-1 | 1–0  | 1-4 | 0-5 | 0-2 |
| Durrësi            | 2-0 | 1–1 | 2-0 |     | 2-1  | 2–2 | 1-4 | 0-1 |
| Ismail Qemali      | 2-0 | 3-1 | 1-2 | 1–1 |      | 0-0 | 2–2 | 0-1 |
| Skenderbeu         | 1–0 | 0-2 | 4-0 | 2-0 | 6-0  |     | 0-0 | 0-2 |
| Tirana             | 3-0 | 3-1 | 3-0 | 2-0 | 11-0 | 5-0 |     | 4–1 |
| Vllaznia           | 2-0 | 2-0 | 4–1 | 1–1 | 4-2  | 2-0 | 2–2 |     |